# Betacixius tonkinensis
Betacixius tonkinensis är en insektsart som beskrevs av Matsumura 1914. Betacixius tonkinensis ingår i släktet Betacixius och familjen kilstritar. Inga underarter finns listade i Catalogue of Life.